# El Dromedario Records
El Dromedario Records es una discográfica creada en 2013 en Pamplona. Como discográfica, han editado cuatro títulos, logrando el número 1 de la lista de ventas en España con Lo que aletea en nuestras cabezas, debut en solitario de Robe, vocalista de Extremoduro. Como promotor de conciertos, El Dromedario Records organizó en 2014 la gira española y latinoamericana de Extremoduro, Para todos los públicos, con más de medio millón de espectadores, y la gira nacional Ciclón Tour 2015, de Ciclonautas y Cero a la Izquierda, así como la gira "Vivo o Muerto 2016" de Ciclonautas.

## Artistas y grupos de El Dromedario Records
- Ciclonautas
- Robe
- Cero a la Izquierda
- Sonic Toys
- Inconscientes
- Vuelo 505
- Bocanada
- Sober
- Chica Sobresalto
- Extremoduro
- Marea
- Linaje